# Euphorbia laevigata
Euphorbia laevigata är en törelväxtart som beskrevs av Jean-Baptiste de Lamarck. Euphorbia laevigata ingår i släktet törlar, och familjen törelväxter. Inga underarter finns listade i Catalogue of Life.